# Manuel Locatelli
Manuel Locatelli (sinh ngày 8 tháng 1 năm 1998) là một cầu thủ bóng đá chuyên nghiệp người Ý hiện đang thi đấu ở vị trí tiền vệ cho đội tuyển bóng đá quốc gia Ý và là đội trưởng của câu lạc bộ Serie A Juventus.

## Sự nghiệp của câu lạc bộ
Anh bắt đầu sự nghiệp của mình với Atalanta trước khi chuyển đến Milan vào năm 11 tuổi. Với Rossoneri, anh tiến triển qua từng giai đoạn, từ nghiệp dư đến đội trẻ.
Anh được thăng đội 1 lần đầu trong mùa giải 2015-2016. Và đã có trận ra mắt Serie A năm 18 tuổi vào ngày 21 tháng 4 năm 2016, thay thế cho Andrea Poli sau 87 phút thi đấu trong trận hòa 0-0 trước Carpi. Vào ngày 14 tháng 5 năm 2016, anh đã có trận ra mắt trong trận đấu cuối cùng của mùa giải với Roma tại San Siro.
Vào ngày 2 tháng 10 năm 2016, sau khi trở lại thay thế cho đội trưởng Riccardo Montolivo, Locatelli ghi bàn thắng đầu tiên tại Serie A với cú sút đầu tiên của anh trong chiến thắng 4-3 trước Sassuolo. Vào ngày 22 tháng 10, Locatelli ghi bàn với thứ hai của mình ở Serie A giúp Milan đánh bại Juventus.
Vào ngày 25 tháng 1 năm 2017, Locatelli bị đuổi lần đầu tiên trong sự nghiệp của mình sau khi nhận được hai thẻ vàng vào năm tại tứ kết Coppa Italia với Juventus
Vào ngày 18 tháng 8 năm 2021, Juventus công bố việc ký hợp đồng với Locatelli theo khoản cho mượn  có thời hạn hai năm, kèm điều khoản mua đứt với giá €25 triệu euro phải trả trong ba năm cộng với €12,5 triệu euro tiền có thể phát sinh thêm.

## Thống kê sự nghiệp

### Câu lạc bộ
Tính đến ngày 23 tháng 5 năm 2021
| Câu lạc bộ          | Mùa giải            | Giải đấu            | Giải đấu | Giải đấu | Cúp quốc gia | Cúp quốc gia | Châu Âu | Châu Âu | Khác | Khác | Tổng cộng | Tổng cộng |
| Câu lạc bộ          | Mùa giải            | Hạng                | Trận     | Bàn      | Trận         | Bàn          | Trận    | Bàn     | Trận | Bàn  | Trận      | Bàn       |
| ------------------- | ------------------- | ------------------- | -------- | -------- | ------------ | ------------ | ------- | ------- | ---- | ---- | --------- | --------- |
| Milan               | 2015–16             | Serie A             | 2        | 0        | 0            | 0            | —       | —       | —    | —    | 2         | 0         |
| Milan               | 2016–17             | Serie A             | 25       | 2        | 2            | 0            | —       | —       | 1    | 0    | 28        | 2         |
| Milan               | 2017–18             | Serie A             | 21       | 0        | 3            | 0            | 9       | 0       | —    | —    | 33        | 0         |
| Milan               | Tổng cộng           | Tổng cộng           | 48       | 2        | 5            | 0            | 9       | 0       | 1    | 0    | 63        | 2         |
| Sassuolo            | 2018–19             | Serie A             | 29       | 2        | 2            | 1            | —       | —       | —    | —    | 31        | 3         |
| Sassuolo            | 2019–20             | Serie A             | 33       | 0        | 1            | 0            | —       | —       | —    | —    | 34        | 0         |
| Sassuolo            | 2020–21             | Serie A             | 34       | 4        | 0            | 0            | —       | —       | —    | —    | 34        | 4         |
| Sassuolo            | Tổng cộng           | Tổng cộng           | 96       | 6        | 3            | 1            | —       | —       | —    | —    | 99        | 7         |
| Tổng cộng sự nghiệp | Tổng cộng sự nghiệp | Tổng cộng sự nghiệp | 144      | 8        | 8            | 1            | 9       | 0       | 1    | 0    | 162       | 9         |

### Quốc tế
Tính đến ngày 24 tháng 3 năm 2024
| 2020      | 6  | 0 |
| 2021      | 14 | 3 |
| 2022      | 2  | 0 |
| 2023      | 5  | 0 |
| 2024      | 1  | 0 |
| Tổng cộng | 28 | 3 |

#### Bàn thắng quốc tế
Tính đến ngày 16 tháng 6 năm 2021.
| # | Ngày                | Địa điểm                                            | Số trận | Đối thủ  | Bàn thắng | Kết quả | Giải đấu                      |
| - | ------------------- | --------------------------------------------------- | ------- | -------- | --------- | ------- | ----------------------------- |
| 1 | 28 tháng 3 năm 2021 | Sân vận động Quốc gia Vasil Levski, Sofia, Bulgaria | 8       | Bulgaria | 2–0       | 2–0     | Vòng loại FIFA World Cup 2022 |
| 2 | 16 tháng 6 năm 2021 | Sân vận động Olimpico, Roma, Ý                      | 12      | Thụy Sĩ  | 1–0       | 3–0     | UEFA Euro 2020                |
| 3 | 16 tháng 6 năm 2021 | Sân vận động Olimpico, Roma, Ý                      | 12      | Thụy Sĩ  | 2–0       | 3–0     | UEFA Euro 2020                |

## Danh hiệu
AC Milan
- Supercoppa Italiana: 2016

Juventus
- Coppa Italia: 2023–24[6]